# Zanclostathme elbursalis
Zanclostathme elbursalis là một loài bướm đêm trong họ Noctuidae.